# Boiotos (Sohn des Poseidon)
Boiotos (altgriechisch Βοιωτός Boiōtós), Sohn des Poseidon und Zwillingsbruder des Aiolos, ist eine Gestalt der griechischen Mythologie. Er ist der eponyme Heros der Landschaft Boiotien.
Als seine Mutter werden neben Arne auch Antiope und Melanippe genannt; bei allen handelt es sich um Töchter des Stammvaters Aiolos.
Gemäß der einen Legende wurde Arne von ihrem verärgerten Vater in Begleitung nach Metapontien geschickt, wo sie die Zwillinge gebar. Arnes Reisebegleiter adoptierte die Kinder. Boiotos und sein (nach dem Großvater benannter) Bruder Aiolos wurden zu Königen des Landes. Nach einem Streit zwischen Arne und der Gemahlin des Adoptivvaters töteten die Söhne ihre Stiefmutter und mussten fliehen. Boiotos wurde von seinem Großvater in Aiolis aufgenommen und erhielt dort ein Königreich.
In der anderen Version versteckte Melanippe aus Angst vor ihrem Vater die Zwillinge im Dung vor dem Rinderstall; oder sie wurden wilden Tieren vorgeworfen, jedoch von einer Kuh ernährt und von Hirten gefunden und aufgezogen. Theano, die kinderlose Gemahlin des Königs Metapontos von Ikaria, gab sie als ihre eigenen aus. Der König schloss die Zwillinge ins Herz. Als Theano doch noch eigene Kinder zur Welt brachte, wollte sie Boiotos und seinen Bruder während eines Festes der Artemis auf der Jagd umkommen lassen. Poseidon rettete die Söhne und forderte sie auf, ihre vom Großvater gefangengehaltene und geblendete Mutter Melanippe zu befreien. Die Zwillinge töteten Aiolos und eröffneten Metapontos die Hinterlist seiner Gemahlin, worauf der König die Brüder adoptierte. Boiotos gründete später Boiotien. (In Bezug auf diesen letzten Punkt ergibt sich allerdings eine Überschneidung mit Boiotos, dem Sohn des Itonos.)